# Fergana pyralina
Fergana pyralina är en fjärilsart som beskrevs av Charles Boursin 1940. Fergana pyralina ingår i släktet Fergana och familjen nattflyn. Inga underarter finns listade i Catalogue of Life.